# Tawè
Tawè (birm. ထားဝယ်မြို့, IPA dəwɛ̀ mjo̰; mon. ဓဝဲါ, IPA həwài; taj. ทวาย, RTGS: Thawai, IPA tʰā.wāː; ang. Dawei; hist. Tavoy) – miasto w południowej Mjanmie, położone przy ujściu rzeki Tawè do Morza Andamańskiego. Znajduje się w odległości 614 km na południe od dawnej stolicy kraju Rangunu. Jest ośrodkiem administracyjnym prowincji Taninthayi.
Miasto zostało założone w 1751 roku. Jest portem morskim.